# Arne Andersen
Arne Andersen, danski rokometaš, * 7. februar 1944.
Leta 1972 je na poletnih olimpijskih igrah v Münchnu v sestavi danske rokometne reprezentance osvojil 13. mesto.